# Cantón de Aubin
El cantón de Aubin era una división administrativa francesa, que estaba situada en el departamento de Aveyron y la región de Mediodía-Pirineos.

## Composición
El cantón estaba formado por cuatro comunas:
- Aubin
- Cransac
- Firmi
- Viviez

## Supresión del cantón de Aubin
En aplicación del Decreto n.º 2014-205 de 21 de febrero de 2014, el cantón de Aubin fue suprimido el 22 de marzo de 2015 y sus 4 comunas pasaron a formar parte; tres del nuevo cantón de Enne y Alzou y una del nuevo cantón de Lot y Dourdou.